# Jostin Daly
Jostin Akeem Daly Cordero (ur. 23 kwietnia 1998 w San José) – kostarykański piłkarz występujący na pozycji napastnika, reprezentant Kostaryki, od 2023 roku zawodnik Cartaginés.